# August Hanz

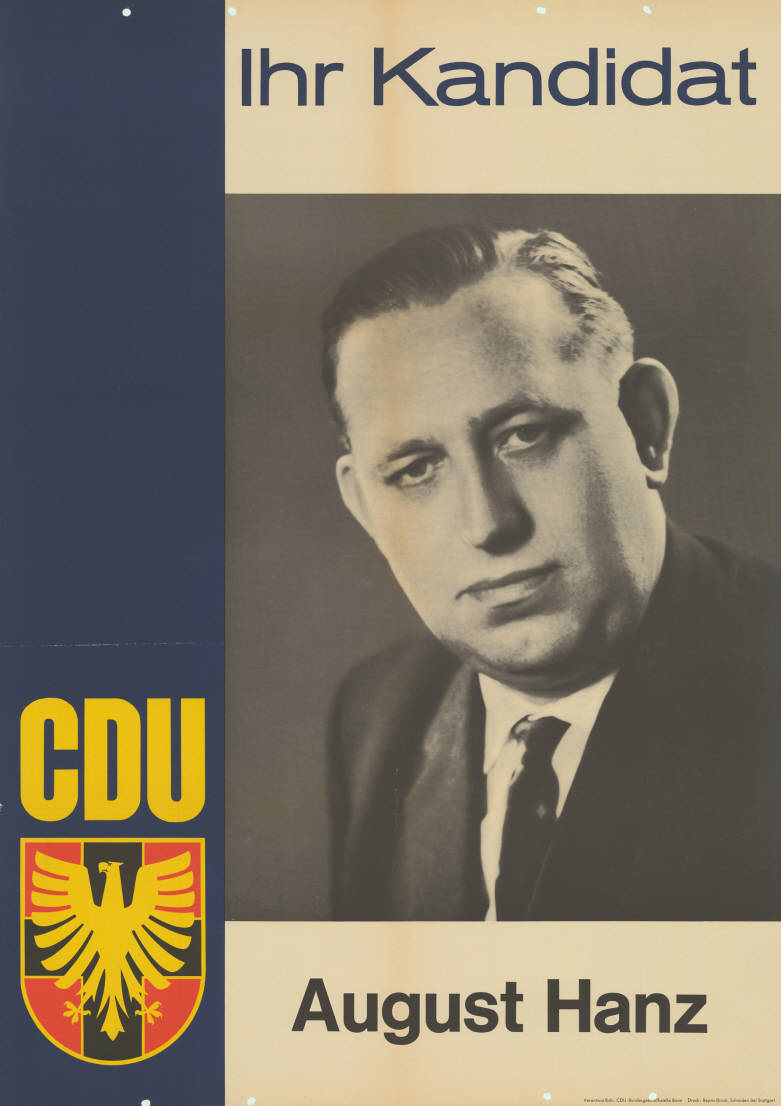
Kandidatenplakat August Hanz' zur Landtagswahl in Rheinland-Pfalz 1963

August Hanz (* 3. April 1925 in Hinterkirchen; † 6. Februar 2008 in Meudt-Dahlen (Westerwald)) war ein deutscher Politiker (CDU).

## Leben und Beruf
Nach dem Besuch der Volksschule begann Hanz, der römisch-katholischen Glaubens war, eine kaufmännische Ausbildung, die er allerdings unterbrechen musste, da er 1942 zum Reichsarbeitsdienst eingezogen wurde. Er leistete dann Wehrdienst und nahm als Soldat am Zweiten Weltkrieg teil. Bei Kriegsende geriet er in französische Gefangenschaft, aus der er 1948 entlassen wurde.
Nach der Rückkehr aus der Kriegsgefangenschaft setzte Hanz seine Ausbildung fort, die er 1948 mit der Kaufmannsgehilfenprüfung abschloss. Danach war er bis 1953 im Großhandel tätig. Von 1957 bis 1972 war er Landesbeauftragter der Arbeitsgemeinschaft Demokratischer Kreise für Rheinland-Pfalz, einer Organisation für Öffentlichkeitsarbeit. Anschließend arbeitete er als Referent bei der rheinland-pfälzischen Landesvertretung in Bonn. Hanz lebte bis zu seinem Tod in Meudt-Dahlen.

## Partei
Hanz zählte zu den Gründern der Jungen Union im Bezirk Montabaur, trat 1950 in die CDU ein und war von 1953 bis 1957 Geschäftsführer der Partei in Montabaur. Von 1980 bis 1984 war er Vorsitzender der Christdemokraten im Westerwaldkreis, anschließend deren Ehrenvorsitzender.

## Abgeordneter
Hanz war von 1952 bis 1969 Kreistagsmitglied des Oberwesterwaldkreises und dort Vorsitzender der CDU-Fraktion. 1956 wurde er in den Rat der Gemeinde Meudt gewählt. Er war vom 11. Oktober 1957, als er für Paul Kalinowski nachrückte, bis zur Mandatsniederlegung am 12. Oktober 1965 Mitglied des Rheinland-Pfälzischen Landtages und hier seit 1959 Vorsitzender des Petitionsausschusses. Dem Deutschen Bundestag gehörte er von 1965 bis 1972 sowie erneut von 1976 bis 1987 an. Im Parlament vertrat er den Wahlkreis Montabaur.

## Ehrungen
Hanz wurde mit dem Bundesverdienstkreuz Erster Klasse sowie der Konrad-Adenauer-Gedenkplakette gewürdigt.